# Олд-Джефферсон (Луїзіана)
Олд-Джефферсон (англ. Old Jefferson) — переписна місцевість (CDP) в США, в окрузі Іст-Батон штату Луїзіана. Населення — 7339 осіб (2020).

## Географія
Олд-Джефферсон розташований за координатами 30°22′39″ пн. ш. 91°0′22″ зх. д. / 30.37750° пн. ш. 91.00611° зх. д. (30.377555, -91.006001).  За даними Бюро перепису населення США в 2010 році переписна місцевість мала площу 9,11 км², уся площа — суходіл.

## Демографія
Згідно з переписом 2010 року, у переписній місцевості мешкало 6980 осіб у 2817 домогосподарствах у складі 1898 родин. Густота населення становила 766 осіб/км².  Було 2930 помешкань (322/км²).
Расовий склад населення:
| - 80,1 % — білих - 12,7 % — чорних або афроамериканців - 2,8 % — азіатів - 0,4 % — корінних американців - 0,1 % — вихідців з тихоокеанських островів - 2,0 % — осіб інших рас |

До двох чи більше рас належало 1,9 %. Частка іспаномовних становила 5,3 % від усіх жителів.
За віковим діапазоном населення розподілялося таким чином: 22,8 % — особи молодші 18 років, 69,4 % — особи у віці 18—64 років, 7,8 % — особи у віці 65 років та старші. Медіана віку мешканця становила 34,6 року. На 100 осіб жіночої статі у переписній місцевості припадало 97,8 чоловіків;  на 100 жінок у віці від 18 років та старших — 95,6 чоловіків також старших 18 років.
Середній дохід на одне домашнє господарство  становив 79 913 долари США (медіана — 67 330), а середній дохід на одну сім'ю — 86 930 доларів (медіана — 72 041). За межею бідності перебувало 4,9 % осіб, у тому числі 8,0 % дітей у віці до 18 років та 6,0 % осіб у віці 65 років та старших.
Цивільне працевлаштоване населення становило 4077 осіб. Основні галузі зайнятості: освіта, охорона здоров'я та соціальна допомога — 23,3 %, роздрібна торгівля — 12,3 %, мистецтво, розваги та відпочинок — 10,4 %, науковці, спеціалісти, менеджери — 9,7 %.